# Krasnopil, Korosten
Krasnopil (în ucraineană Краснопіль) este un sat în comuna Vîhiv din raionul Korosten, regiunea Jîtomîr, Ucraina.

## Demografie
Componența lingvistică a localității Krasnopil
     Ucraineană (98,54%)
     Rusă (1,46%)
Conform recensământului din 2001, majoritatea populației localității Krasnopil era vorbitoare de ucraineană (98,54%), existând în minoritate și vorbitori de rusă (1,46%).